# Ojos de Agua
Ojos de Agua es una localidad y comisión de fomento del Departamento Ñorquincó, en el sudeste de la provincia de Río Negro, Argentina. 
Posee una estación ferroviaria del Viejo Expreso Patagónico más conocida como La Trochita que la hizo prosperar hasta su cierre. La población fue descripta hacia fines de los años 1980 como una serie de viviendas precarias y otras ubicadas en hileras frente a las vías. En su mayoría sus pobladores estaban destinados al mantenimiento de bombas de agua y trabajos menores.Luego del cierre del ferrocarril su población decreció drásticamente en los años 1990.

## Población
Contó con 69 habitantes (Indec, 2010), lo que representó un incremento del 35% frente a los 51 habitantes (Indec, 2001) del censo anterior.
El censo 2022 arrojó 108 viviendas con una población estable de 118 habitantes en la comisión de fomento.
| Gráfica de evolución demográfica de Ojos de Agua entre 1991 y 2022 |
|                                                                    |
| Fuente: Censos nacionales del INDEC                                |